# 2008年夏季奧林匹克運動會女子200米混合泳比賽
2008年夏季奧林匹克運動會的游泳比賽－女子200米混合泳於8月11日至8月13日在北京國家游泳中心進行。女子200米混合泳的達標成績為2:15.27秒（A組別）及2:19.97秒（B組別）。

## 獎牌榜
| 獎牌 | 運動員              | 成績         |
| 金牌 | 斯蒂芬妮·萊絲（）       | 2:08.45 (WR) |
| 銀牌 | 科斯蒂·柯芬特里（津巴布韦） | 2:08.59 (AF) |
| 銅牌 | 纳塔莉·考格琳（美国）     | 2:10.34      |

## 紀錄
以下是截止比賽進行前仍然保持的世界紀錄及奧運紀錄：
| 紀錄     | 運動員        | 國家或地區 | 成績      | 地點     | 日期          |       |
| -------- | ------------- | ---------- | --------- | -------- | ------------- | ----- |
| 世界紀錄 | 史蒂芬妮·賴斯 |            | 2:08.92秒 | 澳洲雪梨 | 2008年3月25日 | [ 1 ] |
| 奧運紀錄 | 亞娜·克洛科娃 | 乌克兰     | 2:10.68秒 | 澳洲雪梨 | 2000年9月19日 |       |